# Say, Niger
Say är en stad i sydvästra Niger, belägen vid floden Niger. Den är huvudstad i departementet Say i Tillabéri-regionen. Kommunen har 12 000 invånare, och dess ekonomi domineras av jordbruk , boskapsskötsel och småhandel. 

## Övrigt

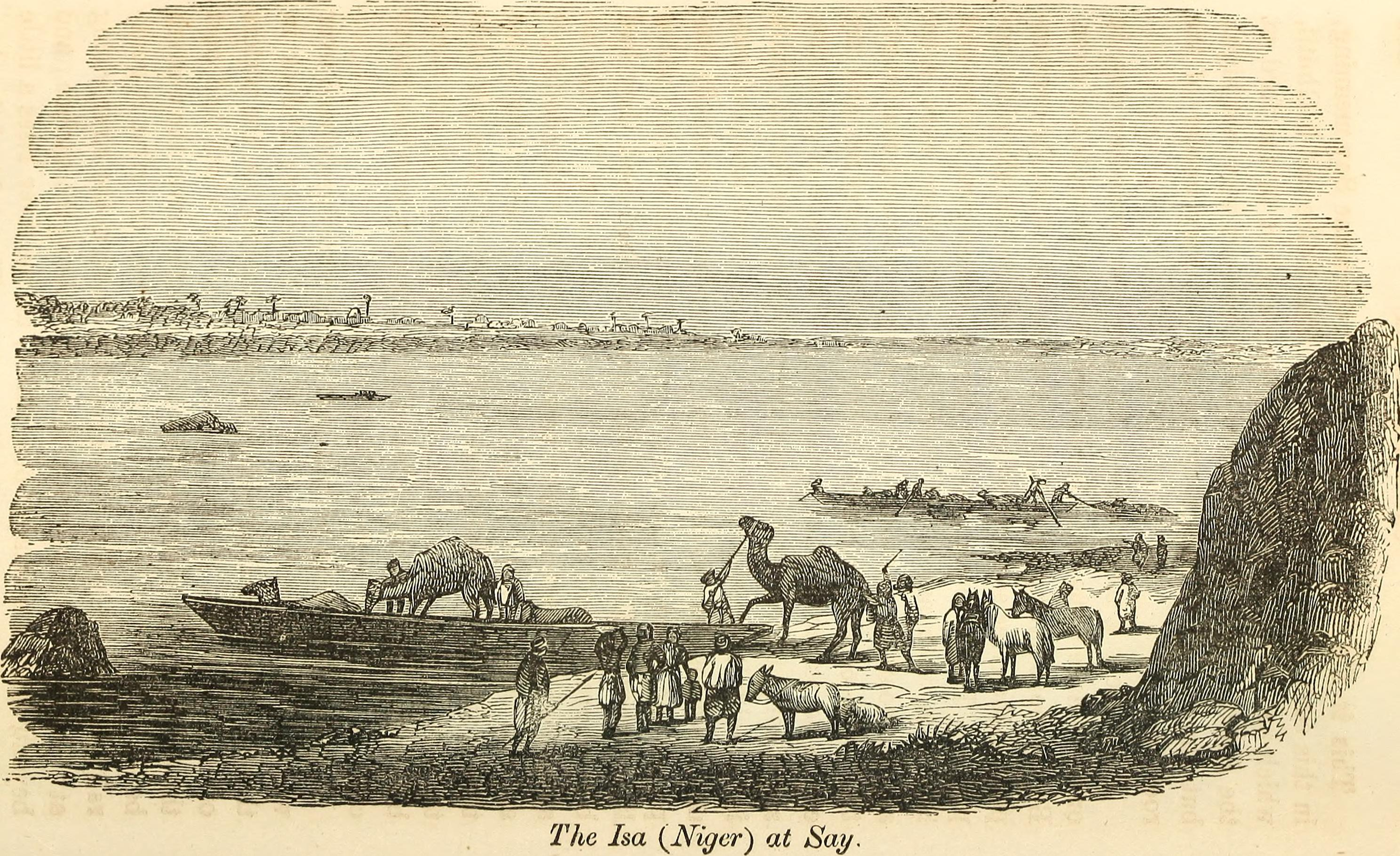
Nigerfloden vid Say på 1850-talet.

Islamiska universitetet i Niger, Université Islamique de Say, är beläget i staden och är av internationell omfattning. Dess grundande beslutades av Islamiska konferensorganisationen 1974, men öppnade först 1986. I Say finns även en gymnasieskola, Collège d'enseignement secondaire.